# Distretto di Marsa Ben M'Hidi
Il distretto di Marsa Ben M'Hidi è un distretto della provincia di Tlemcen, in Algeria. Confina a nord con il mar Mediterraneo, a sud-ovest con il Marocco, ed a est sud con il distretto di Bab El Assa.

## Comuni
Il distretto di Beni Boussaid comprende 2 comuni:
- Marsa Ben M'Hidi, capoluogo.
- MSirda Fouaga.